# Neobisium stitkovense
Espèce
Neobisium stitkovense est une espèce de pseudoscorpions de la famille des Neobisiidae.

## Distribution
Cette espèce est endémique de Serbie. Elle se rencontre à Štitkovo sur le mont Javor dans la grotte Štitkovska Pećina.

## Étymologie
Son nom d'espèce, composé de stitkov[o] et du suffixe latin -ensis, « qui vit dans, qui habite », lui a été donné en référence au lieu de sa découverte, Štitkovo.

## Publication originale
- Ćurčić, Dimitrijević & Ćurčić, 2004 : Neobisium stitkovense n. sp. (Neobisiidae: Pseudoscorpiones) - An endemic cave species from southwestern Serbia. Periodicum Biologorum, vol. 105, no 4, p. 479-482.